# The Marbles

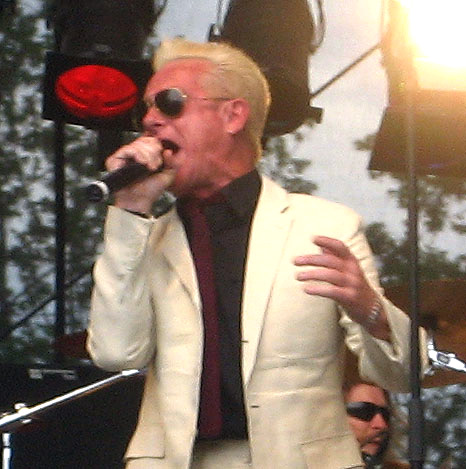
Frontman Graham Bonnet beim Sauna Open Air Festival im Jahr 2008

The Marbles waren ein britisches Rockduo, das von 1968 bis 1969 Bestand hatte.

## Geschichte
Graham Bonnet (* 23. Dezember 1947) und Trevor Gordon (* 5. Mai 1948; † 9. Januar 2013) waren Cousins. Sie wurden in Skegness, Lincolnshire, UK geboren. Während Bonnet in Großbritannien blieb, wuchs Trevor Gordon in Australien auf. Gordon hatte einige Fernsehauftritte, als er 1964 die Bee Gees traf. Bis 1965 nahmen sie mit ihm vier Songs auf. 1967 gründete Graham Bonnet eine Gruppe namens „Blue Sect“. Er bat Trevor Gordon Mitglied in seiner Band zu werden und Gordon nahm das Angebot an. 1968 unterschrieben sie unter dem Namen „The Marbles“ einen Vertrag beim australischen Musik- und Filmproduzenten Robert Stigwood. Sie waren mit den Bee Gees befreundet. Barry und Maurice Gibb schrieben auch sechs Songs für dieses Duo und sangen im Hintergrund. Lediglich „Only One Woman“ wurde ein größerer Hit. Diese Ballade landete im November 1968 auf Nr. 5 der Britischen Hitparade. Auch in anderen europäischen Hitparaden war die Nummer recht erfolgreich: Nr. 5 in der Schweiz, Nr. 14 in Belgien und Nr. 6 in den Deutschen Charts. 1969 trennten sich die Marbles bereits wieder. Während sich Trevor Gordon aus dem Musikgeschäft zurückzog, wurde Graham Bonnet 1978 Sänger bei Ritchie Blackmores Rainbow, gab 1982 ein kurzes Intermezzo als Sänger der Michael Schenker Group und gründete 1983 Alcatrazz.

## Erwähnenswertes
Only One Woman wurde mehrfach gecovert. Die schwedische Rockgruppe Alien hatte damit einen Nr.-1-Hit in Schweden und Uwe Ochsenknecht landete 1992 mit seiner Version auf Platz 21 der Deutschen Charts und der Schweizer Hitparade.

## Diskografie

### Alben
- 1970: The Marbles (Album)
- 1994: Marble-ized (Album)
- 2005: The Marbles (Kompilation) (Aufnahmen von 1968/1969)

### Singles
| Jahr | Titel Album                     | Höchstplatzierung, Gesamtwochen, AuszeichnungChartplatzierungen (Jahr, Titel, Album, Platzierungen, Wochen, Auszeichnungen, Anmerkungen) | Höchstplatzierung, Gesamtwochen, AuszeichnungChartplatzierungen (Jahr, Titel, Album, Platzierungen, Wochen, Auszeichnungen, Anmerkungen) | Höchstplatzierung, Gesamtwochen, AuszeichnungChartplatzierungen (Jahr, Titel, Album, Platzierungen, Wochen, Auszeichnungen, Anmerkungen) | Höchstplatzierung, Gesamtwochen, AuszeichnungChartplatzierungen (Jahr, Titel, Album, Platzierungen, Wochen, Auszeichnungen, Anmerkungen) | Anmerkungen                                                                                   |
| Jahr | Titel Album                     | DE | AT | CH | UK | Anmerkungen                                                                                   |
| ---- | ------------------------------- | --- | --- | --- | --- | --------------------------------------------------------------------------------------------- |
| 1968 | Only One Woman The Marbles      | DE6 (14 Wo.)DE | AT8 (12 Wo.)AT | CH5 (11 Wo.)CH | UK5 (12 Wo.)UK | B-Seite: By the Light of the Burning Candle Autor/en: Barry Gibb, Robin Gibb und Maurice Gibb |
| 1969 | The Walls Fell Down The Marbles | — | — | — | UK28 (6 Wo.)UK | B-Seite: Love You                                                                             |
| 1969 | I Can’t See Nobody The Marbles  | — | — | — | — | B-Seite: Little Boy                                                                           |